# Jean Kerébel
Jean Kerébel   (6è districte de París, 2 d'abril de 1918 - Al Buga, 9 de març de 2010) va ser un atleta francès, especialista en curses de velocitat, que va competir durant la dècada de 1940.
Durant la Segona Guerra Mundial va passar cinc anys en un campament de presoners de guerra a Pomerània. En sortir lliure s'inicià en l'atletisme.
El 1948 va prendre part en els Jocs Olímpics de Londres, on va guanyar la medalla de plata en els 4x400 metres relleus del programa d'atletisme. Formà equip amb Robert Chef D'Hotel, Francis Schewetta i Jacques Lunis.
El 1948 aconseguí el rècord nacional dels 4x400 metres.

## Millors marques
- 200 metres. 22.5" (1948)
- 400 metres. 48.6" (1948)[2]